# Wan Tsai
Wan Tsai (kinesiska: 環仔, 环仔) är en halvö i Hongkong (Kina). Den ligger i den nordöstra delen av Hongkong.